# نسوية اشتراكية
ظهرت النسوية الاشتراكية في ستينيات وسبعينيات القرن المنصرم باعتبارها أحد فروع الحركة النسوية واليسار الجديد اللذين يركزان على التداخل بين النظام الذكوري والرأسمالية. تطرح النسوية الاشتراكية فكرة إمكانية تحقيق تحرر المرأة فقط عن طريق العمل على إنهاء المصادر الاقتصادية والثقافية للاضطهاد. النسوية الاشتراكية هي نظرية ذات شقين توسع مدارك النسوية الماركسية لدور الرأسمالية في اضطهاد المرأة، وتوسع مدارك النسوية الراديكالية لدور النوع الاجتماعي (الجندر) والنظام الذكوري. يرفض النسويون الاشتراكيون ادعاء النسوية الراديكالية الأساسي بأن النظام الذكوري هو المصدر الوحيد أو الأساسي لاضطهاد المرأة. بدلًا من ذلك، يجزم نسويون اشتراكيون أن المرأة غير قادرة على التحرر نتيجة اعتمادها الاقتصادي على الذكور. تخضع النساء إلى حكم الرجال في النظام الرأسمالي بسبب عدم تكافؤ توزع الثروة، ويعتقدن أن التبعية الاقتصادية هي القوة المحركة لخضوع النساء للرجال. ويعتقد النسويون الاشتراكيون أيضًا أن تحرر المرأة جزء رئيسي من سعي أكبر لتحقيق عدالة اجتماعية واقتصادية وسياسية. حاول النسويون الاشتراكيون دمج كفاح النسوة للحصول على الحرية مع نضالهن ضد أنظمة قمعية أخرى مرتبطة بالعرق والطبقة الاجتماعية والوضع الاقتصادي.
تعتمد النسوية الاشتراكية على عدة مفاهيم موجودة في الماركسية، مثل وجهة النظر التاريخية المادية، ما يعني أنها تربط أفكارها بالظروف المادية والتاريخية لحياة البشر. بالتالي، يأخذ النسويون الاشتراكيون في عين الاعتبار التمييز بين الجنسين والتقسيم الجنساني للعمل في كل حقبة تاريخية. يُعَبَّر عن هذه الظروف بشكل كبير عن طريق العلاقات الرأسمالية والذكورية. يرفض النسويون الاشتراكيون الفكرة الماركسية التي تفترض أن الطبقات الاجتماعية ومعاناتها هي الجانب الوحيد المؤثر على التطور التاريخي والاقتصادي. يؤكد كارل ماركس أنه عند التغلب على اضطهاد الطبقات الاجتماعية، سيختفي الاضطهاد القائم على النوع الاجتماعي (الجندر) أيضًا. وفقًا للنسويين الاجتماعيين، تُعتبر فكرة كون الاضطهاد القائم على النوع الاجتماعي (الجندر) جزءًا فرعيًا من الاضطهاد الطبقي سخيفة، ويسعى معظم عمل النسوية الاشتراكية إلى تحديد كيفية عمل الجنوسة والطبقة معًا لابتكار أشكال مختلفة من الاضطهاد والتمييز للنساء والرجال من كل طبقة. على سبيل المثال، وجدوا أن طبقة المرأة الاجتماعية تُحدَّد بشكل عام وفقًأ لطبقة زوجها أو مهنته، مثلًا، السكرتيرة التي تتزوج رئيسها تنتقل إلى طبقته الاجتماعية.
عام 1972، نُشر كتاب «النسوية الاشتراكية: إستراتيجية لحركة النسوية»، الذي يُعتَقَد أنه أول المطبوعات التي استخدمت مصطلح النسوية الاشتراكية، من قبل هايد بارك تشابتر (بالإنجليزية: Hyde Park Chapter) من اتحاد تحرير المرأة في شيكاغو (هيذر بوث، ودي كريمر، وسوزان ديفيز، وديب دوبن، وروبن كوفمان، وتوبي كلاس). تشير منظمات نسوية اشتراكية أخرى، من بينها منظمتين أمريكيتين قديمتين هما راديكال وومن (بالإنجليزية: Radical Women) وحزب الحرية الاشتراكي، إلى الكتابات الكلاسيكية الماركسية لفريدريك إنجلز (أصل العائلة، الملكية الخاصة والولاية) وأوغست بيبل (المرأة والاشتراكية) على أنها تفسير قوي للصلة بين الاضطهاد القائم على النوع الاجتماعي والاستغلال الطبقي. في العقود التي تلت الحرب الباردة، تقول الكاتبة النسوية والعالمة ساره إيفانز إن الحركة النسوية الاشتراكية فقدت جاذبيتها في الغرب بسبب السرد المشترك الذي يربط الاشتراكية بالشمولية والعقيدة.

## النسوية الماركسية
النسوية الماركسية هي نوع فرعي من نظرية النسوية يركز على المؤسسات الاجتماعية للملكية الخاصة والرأسمالية لشرح ونقد الاضطهاد وعدم المساواة بين الجنسين. وفقًا للنسوية الماركسية، تزيد الملكيات الخاصة من احتمال عدم المساواة الاقتصادية والاتكالية والصراع السياسي والمنزلي بين الجنسين، وهي أساس اضطهاد المرأة في الحالة الاجتماعية الحالية.
نظم فريدريك إنجلز أساس الحركة النسوية الماركسية في تحليله للاضطهاد الجنساني في كتابه أصل العائلة والملكية الخاصة والولاية عام 1884. إذ يجادل بأن تبعية المرأة ليست نتيجة طبيعتها البيولوجية بل علاقاتها الاجتماعية، وأن جهود الرجال لتحقيق مبتغاهم بالسيطرة على عمالة النساء وقدراتهن الجنسية أصبحت راسخة وموجودة في كل أسرة. من خلال منظور تاريخي ماركسي، يحلل إيجلز الظاهرة الاجتماعية المنتشرة المرتبطة بالأخلاق الجنسية للإناث، مثل الحرص على العذرية، والطهارة الجنسية، وتجريم النسوة اللواتي يمارسن الزنا وإنزال أقسى العقوبات بهن، ويطالب بطاعة النسوة لأزواجهن. في نهاية المطاف، يتتبع إنجلز هذه الظواهر حتى التطور الأخير للسيطرة الحصرية على الملكية الخاصة من قبل بطاركة الطبقة المالكة للعبيد في الطريقة القديمة من الإنتاج، ورغبتهم القوية بنقل إرثهم إلى ذريتهم فقط. يقول إيجلز أنه تتم مكافئة العفة والولاء لأنهما يضمنان الوصول الحصري إلى القدرات الجنسية والإنجابية للنساء المملوكات من قبل رجال الطبقة المالكة. في أواخر القرن التاسع عشر وأوائل القرن العشرين، عارضت كل من كلارا زتكن واليانور ماركس سوء الرجال ودعمتا ثورة الطبقة العاملة التي ستتغلب على أكبر قدر ممكن من أوجه عدم المساواة بين الذكور والإناث. نظراً لاشتمال حركتهم على أكثر المطالب تطرفًا فيما يخص المساواة بين الرجل والمرأة، أظهر معظم القادة الماركسيين من بينهم كلارا زتكن، وألكسندرا كولونتاي التعارض بين الماركسية والنسوية البرجوازية بدلًا من الجمع بينهما.

يناقش الماركسيون الأرثوذكس أن معظم رواد الماركسية ممن يدعون كونهم نسويين أو نسويين ماركسيين، من بينهم كلارا زتكن وألكسندرا كولونتاي، كانوا ضد الأشكال الرأسمالية للنسوية. وقد وافقوا الحركة الماركسية على أن النسوية كانت عقيدة برجوازية تتعارض مع الماركسية والطبقة العاملة. بدلًا من دعم النسوية، دعم الماركسيون برنامجًا سياسيًا أكثر تطرفًا لتحرير المرأة من خلال ثورة اجتماعية، مع تأكيد خاص على عمل المرأة وتغيير أوضاعها المادية بعد الثورة. يعتبر الماركسيون الأرثوذكس المحاولات الأخيرة للجمع بين الماركسية والعلمانية محاولة تحررية لخلق أكاديميين ويساريين إصلاحيين ممن يرغبون بالتحالف مع النسويات البرجوازيات. على سبيل المثال، كتبت ألكسندرا كولونتاي عام 1909 قائلة:
لماذا يجب على النساء العاملات أن يسعين لتحقيق الوحدة مع النسويات البرجوازيات؟ من سيحقق مكاسب من تحالف كهذا؟ لن تحققها النساء العاملات بكل تأكيد.
تحدت ماري إينمان، أحد رواد الماركسية والنسوية من الحزب الشيوعي في الولايات المتحدة، الموقع الأرثوذكسي للحزب عن طريق مناقشة فكرة أن المنزل هو مركز الإنتاج وأن ربات المنازل منتجات. تتضمن كتاباتها (دفاعًا عن المرأة) عام 1940، و (قوة المرأة) عام 1942. رحبت العديد من القائدات الشيوعيات البارزات بأعمال إينمان في البداية، من بينهم إليزابيث غورلي فلين وإيلا ريف بلور، لكن بدأ الهجوم الرسمي لقيادات الحزب الشيوعي الأمريكي على عمل إينمان لأنها دعت إلى الانحراف عن الإيديولوجية عام 1941. ظهرت سلسلة من المقالات التي تهاجم أفكار إينمان في مجلة الحزب الشهرية التي تُدعى ذا نيو ماسز (بالإنجليزية: The New Masses)، ومُدِّد الهجوم عند نشر كتيب إي لاندي، الماركسية وقضية المرأة.
كانت منظمة راديكال وومن (بالإنجليزية: Radical Women)، وهي منظمة ماركسية نسوية رئيسية، تعتمد في شقها النظري على تحليل ماركس وإنجلز الذي يعتبر استعباد النساء اللبنة الأولى في بناء نظام اقتصادي يعتمد على الملكية الخاصة. تعتبر أن التخلص من الاقتصاد الرأسمالي الذي يحركه الربح سيلغي الدافع وراء التمييز الجنسي، والعنصرية، وكراهية المثليين، وأشكالًا أخرى من الاضطهاد.

## منظرين بارزين
- يوهانا برينر
- باربرا إرينريك
- كلارا فرازير
- شارلوت بيركنز خيلمان
- إيما جولدمان
- سيلفيا فيدريتشي
- دونا هاراواي
- هايدي هارتمان
- سلمى جيمس